# Chamaecrista bucherae
Chamaecrista bucherae là một loài rau đậu thuộc họ Fabaceae.
Loài này chỉ có ở Cuba.